# Immaculate Nakisuuyi
Immaculate Nakisuuyi (sinh ngày 26 tháng 1 năm 1996) là một người chơi cricket Uganda. Vào tháng 7 năm 2018, cô đã có tên trong đội hình của Uganda cho giải đấu Vòng loại thế giới Twenty20 ICC 2018. Cô ấy đã thực hiện chương trình Twenty20 International (WT20I) của mình cho đội tuyển Uganda trong trận đấu với Scotland ở Vòng loại thế giới Twenty20 vào ngày 7 tháng 7 năm 2018. Cô là người chơi cờ lê hàng đầu cho đội tuyển Anh trong giải đấu, với bốn lần bị đuổi trong năm trận đấu.
Vào tháng 4 năm 2019, cô đã được ghi tên vào đội tuyển của Nhật Bản cho giải đấu ICC Women Qualifier Châu Phi 2019 ở Zimbabwe.